# Fengdu

Lage des Kreises Fengdu im Gebiet Chongqings

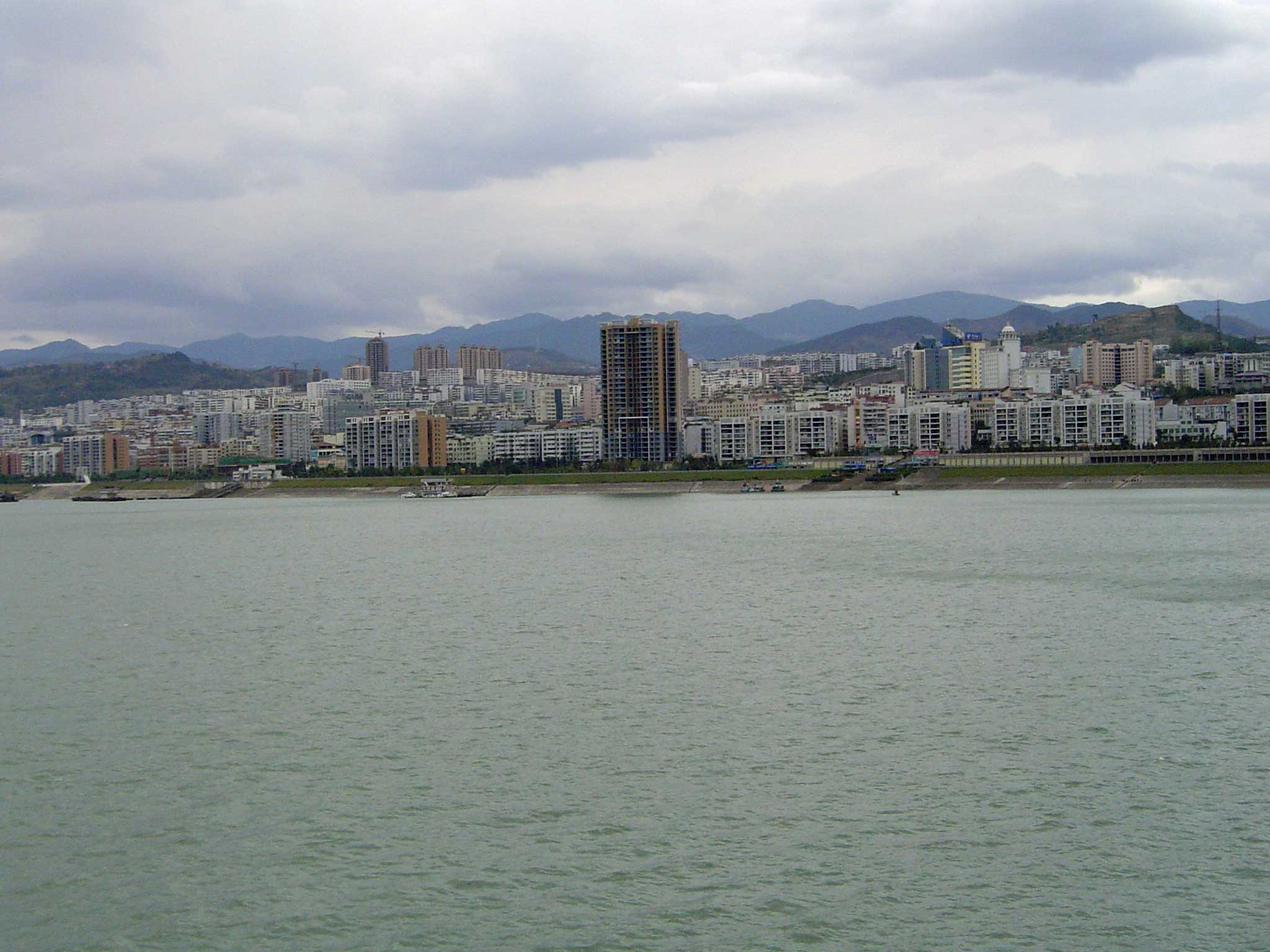
Blick über den Jangtse auf das neue Fengdu

Der Kreis Fengdu (chinesisch 丰都县, Pinyin Fēngdū Xiàn) ist mit einer Fläche von 2.901 km² ein Kreis der regierungsunmittelbaren Stadt Chongqing in Südwestchina. Bei Volkszählungen in den Jahren 2000 und 2010 wurden in Fengdu 774.054 bzw. 649.182 Einwohner gezählt.
Das alte Stadtgebiet von Fengdu wurde um 2007 durch die Aufstauung des Jangtse vollständig überflutet, seine etwa 100.000 Bewohner wurden in neu gebaute, höher gelegene Ansiedlungen umgesiedelt.
Den Namen Stadt der Geister (豐都鬼城,  Fēngdū Guǐ Chéng) erhielt Fengdu wegen der dort in der Han-Dynastie erstmals entstandenen daoistischen und buddhistischen Tempelanlagen. Es gibt insgesamt 75 Buddha- und daoistische Tempel in der Stadt, die meisten liegen auf dem Hügel Ming Shan über dem hochgestauten Wasserstand und werden gezielt für den Tourismus genutzt. 

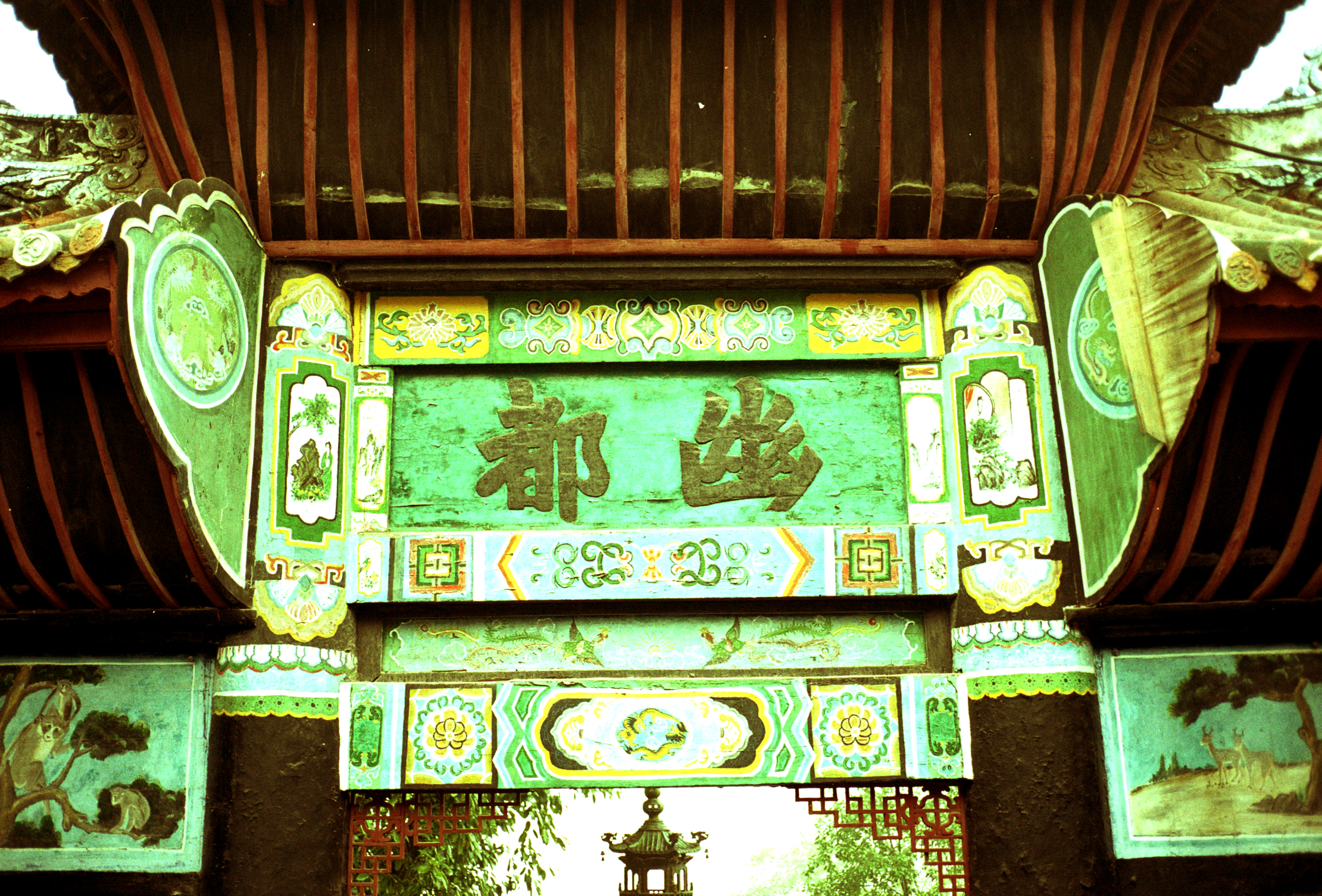
Tor nach Youdu, die Hauptstadt der Unterwelt Diyu.
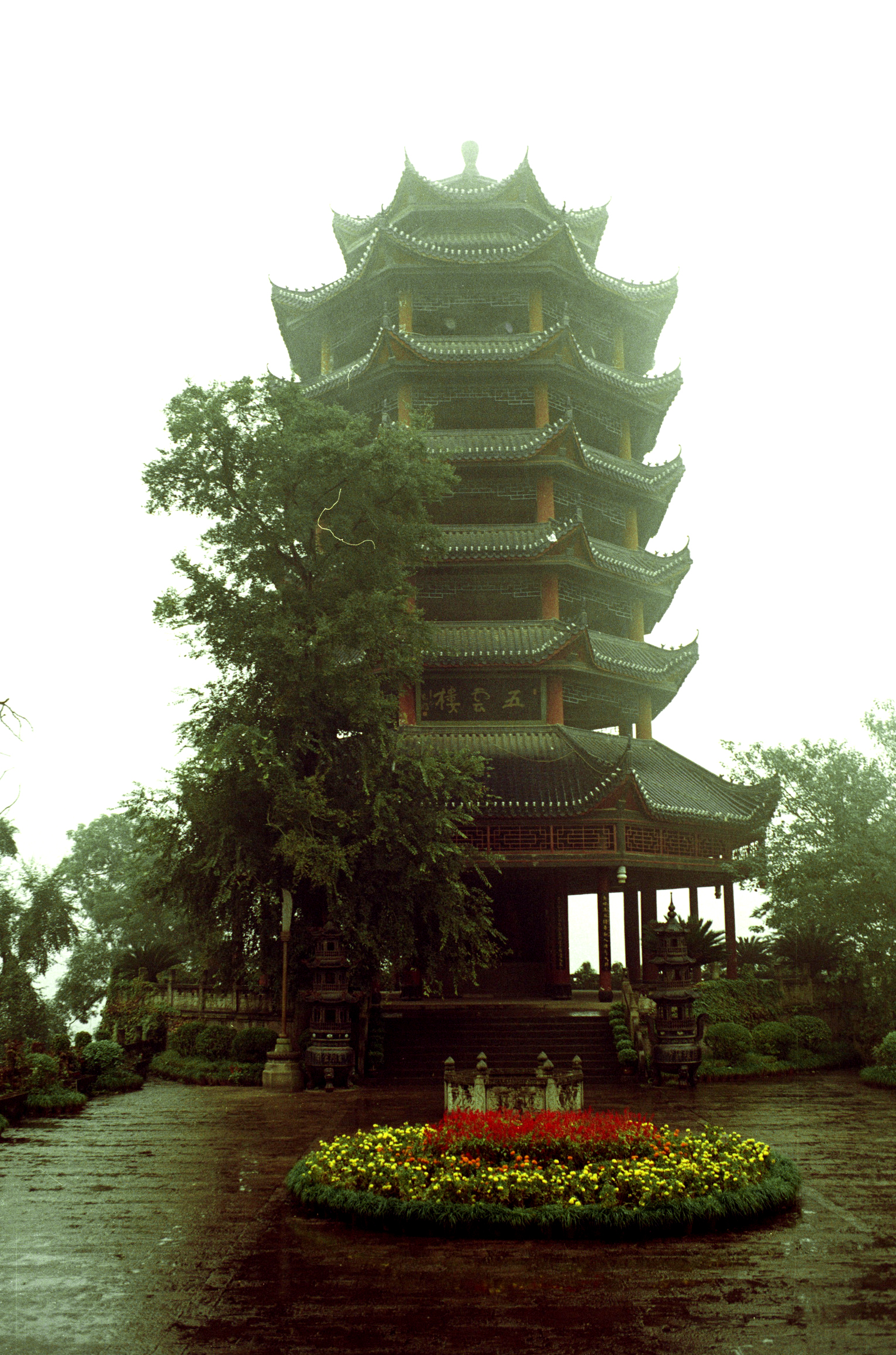
"Heimschau-Pavillon" (望乡台), von dort kann jede Seele ihre Familie und Lieben noch einmal sehen.
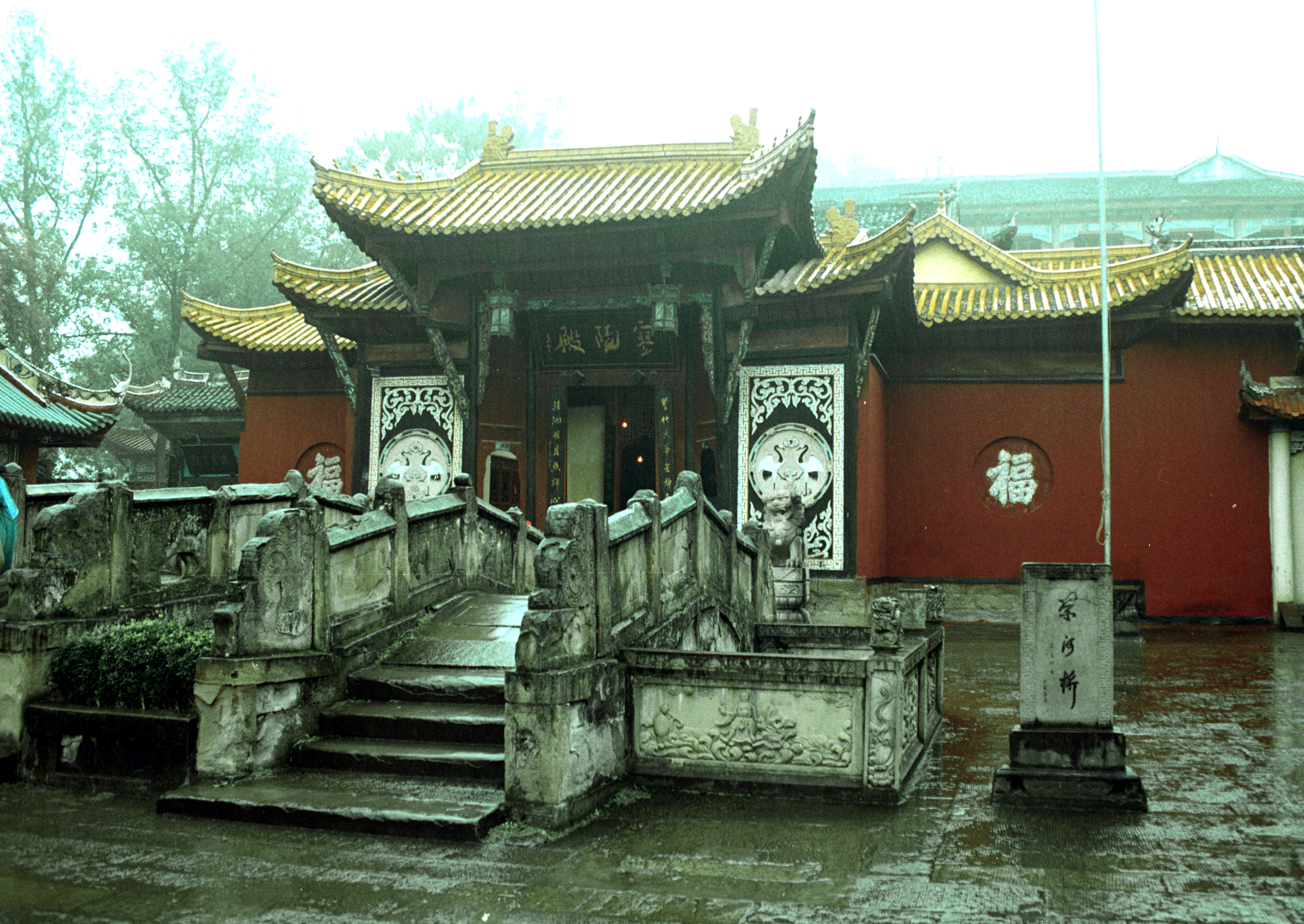
Brücke der Hilflosigkeit (奈何桥), die jede Seele überqueren muss, ehe sie die Unterwelt betritt.

Die im Kreisgebiet gelegene paläolithische Gaojiazhen-Stätte (Gaojiazhen yizhi 高家镇遗址) steht seit 2001 auf der Liste der Denkmäler der Volksrepublik China (5-102).